# MH 7. Bethlen Gábor Légvédelmi Rakétaezred
A Magyar Honvédség 7. Bethlen Gábor Légvédelmi Rakétaezred, a Magyar Honvédség 1997-ben felszámolt egyik légvédelmi rakétaezrede volt.

## A szervezet rövid története
Az 1950. április 15-én alapított MN 86. Kivonuló Légvédelmi Tüzérezred későbbi története során Miskolcról Bánhidára (egy része Abonyba), Székesfehérvárra, Börgöndre, Veszprémbe, majd Keszthelyre települt és legvégül 1997-ben, mint MH 7. Bethlen Gábor Légvédelmi Rakétaezred szűnt meg.
Az 1956-os események - a laktanyák és objektumok szovjet csapatok általi ellenőrzése, a fegyverzet tüzelésre alkalmatlanná tétele és az állomány lefegyverzése - következtében a légvédelmi tüzérség szervezetei - más fegyvernemek csapataihoz hasonlóan - felbomlottak, azok újjászervezése 1957-ben kezdődött meg. A tisztek felkészítése ettől kezdve az Egyesített Tiszti Iskolán (ETI) vagy - a magasabb beosztásba tervezettek esetében - a Zrínyi Miklós Katonai Akadémián (ZMKA) folyt. A csapatok száma radikálisan csökkent, aminek következtében a honi légvédelemnek három ezrede (11. ezred - Veszprém, 28. ezred - Miskolc, 38. ezred - Budapest) maradt. A szárazföldi erők kötelékében megmaradt a 86. ezred bázisán létrehozott MN 7. Kivonuló Légvédelmi Tüzérezred. diszlokációi: (Börgönd - Veszprém - Keszthely.
1961-ben hadseregközvetlen lett az alakulat és új megnevezése MN 7. Önálló Légvédelmi Tüzérezred lett. Ezen év augusztusában költözött Keszthelyre, a Festetetics-kastély mögött elhelyezkedő laktanyába.
1950 és 1975 között ún. csöves légvédelmi rendszerekkel rendelkezett az alakulat: SZ–60, 57 mm-es, illetve 14,5 mm-es légvédelmi gépágyúk.
A csapatlégvédelemnél elsőként a keszthelyi 7. Önálló Légvédelmi Tüzérezredet fegyverezték át 2K12 Kub (SA–6) típusú légvédelmi rakétakomplexummal 1975-ben. 1976-tól háromüteges, 1978-tól ötüteges szervezettel rendelkezett. Rendszerbeállító éleslövészetét az ezred (La–17 típusú célrepülőgépre) 1976. október 21-én teljesítette. Második éleslövészetét 1978-ban az időközben (1976-ban háromütegesre) szintén átfegyverzett, valamint Lentiből Győrbe diszlokált, és ezzel egyidőben a tatai MN 11. Harckocsi Hadosztály alárendeltségébe helyezett 14. Légvédelmi Tüzérezreddel, valamint a 104. Honi Légvédelmi Tüzérezred alegységeivel együtt harcászati gyakorlat keretében teljesítette.
A keszthelyi 7. Önálló Légvédelmi Tüzérezred 1981-ben átadta fegyverzetét az akkor átfegyverzésre kerülő (háromüteges szervezetű) 15. Légvédelmi Tüzérezrednek, valamint az egy-egy üteggel négyütegesre bővülő győri 14. Légvédelmi Tüzérezrednek és nagykanizsai 18. Légvédelmi Tüzérezredeknek. Átképzés után a 7. Önálló Légvédelmi Tüzérezredet 1982-ben átfegyverezték közepes hatótávolságú 2K11 Krug (SA–4) komplexumokkal, amelyeket az ezreden belül osztályokba, az osztályokon belül ütegekbe szerveztek. Az ezred 1983-ban hajtott végre rendszerbeállító rakéta éleslövészetet (immár harmadik alkalommal kiváló értékeléssel).
A rendszerváltás utáni idők átszervezése a csapatlégvédelmi fegyvernemet sem kerülte el. 1990-ben felvette Bethlen Gábor erdélyi fejedelem nevét. 1991. december 31-én megalakult az MH Légvédelmi Parancsnokság, amelynek alárendeltségébe helyezték a korábban a szárazföldi csapatok állományába tartozó valamennyi 2K12 Kub és 2K11 Krug légvédelmi rakétaezredet. A megmaradt csapatlégvédelmi egységek következő átszervezésére 1997. március 1-jén került sor, amikor a győri kivételével megszüntették a másik két ezredet Keszthelyen és Kalocsán. A felszámolt alakulatok technikáját Győrben vonták össze, és létrehozták a MH 12. Vegyes Légvédelmi Rakétaezredet Kub és Krug fegyverrendszerrel. Három évvel később a Krugot kivonták, az utolsó alakulat nevéből pedig kikerült a vegyes megnevezés.